# Ise (poetisa)
Ise no Miyasundokoro (伊勢の御息所, [[[875]] — 938] Erro: {{japonês}}: texto da transliteração contém caractere não latino (pos 17) (ajuda))  foi uma poetisa japonesa de tradição Waka na corte imperial. Nasceu na província de Ise, e foi amante do príncipe Atsuyoshi e concubina do Imperador Uda, de quem teve um filho, o príncipe Yuki-Akari.
Seus poemas foram emblemáticos com mudança de estilos com o passar do tempo, e 22  deles foram incluídos no Kokin Wakashū.
Não deve ser confundida com Ise no Taifu, um poeta com nome similar, mas que viveu anos mais tarde.
Um de seus poemas foi incluído no Ogura Hyakunin Isshu.
Pela beleza de seus poemas passou a fazer parte do Nyōbō Sanjūrokkasen (女房三十六歌仙, as trinta e seis grandes poetisas), relacionadas no período Kamakura, refere-se a versão feminina dos Trinta e seis Imortais da Poesia .